# Route nationale 6 (Mali)
Pour les articles homonymes, voir Route nationale 6.

La Route nationale 6 traverse le Mali depuis Bamako, la capitale, jusqu'à Sévaré.
Suivant un axe Sud-Ouest/Nord-Est, parfois Ouest-Est, longeant plus ou moins le cours du Niger en restant sur sa rive droite, c'est l'un des principaux axe de transport du pays.

## Tracé
Au départ de Bamako, La route nationale 6 part vers le Nord-Est en direction de Ségou. Puis elle s'axe plus vers l'est et traverse les villes de Bla et San. Elle reprend ensuite son orientation vers le Nord-Est, traverse la route du poisson jusqu'à Sévaré, où elle rejoint la Route nationale 16 qui va à Gao.
De l'Ouest en Est la route dessert les localités de :
- Bamako, tour de l'Afrique, km 0
- Ségou, km 229, RN 33
- Bla, km 307, RN 12
- Yangasso
- San, km 414, RN 13
- Sévaré, km 613, RN 15, RN 16
- Mopti, km 625

## Modernisation
Le conseil des ministres a adopté le 3 février 2010 un projet de décret portant autorisation et déclaration d’utilité publique, les travaux d’aménagement de la Route Nationale RN6, section Bamako – Ségou et de ses ouvrages annexes. Ce projet envisage la mise en place d’une  2 x 2 voies sur 221 km, avec une emprise de la route de 55 m en campagne et 25 m dans les agglomérations urbaines.